# Joseph Chmel

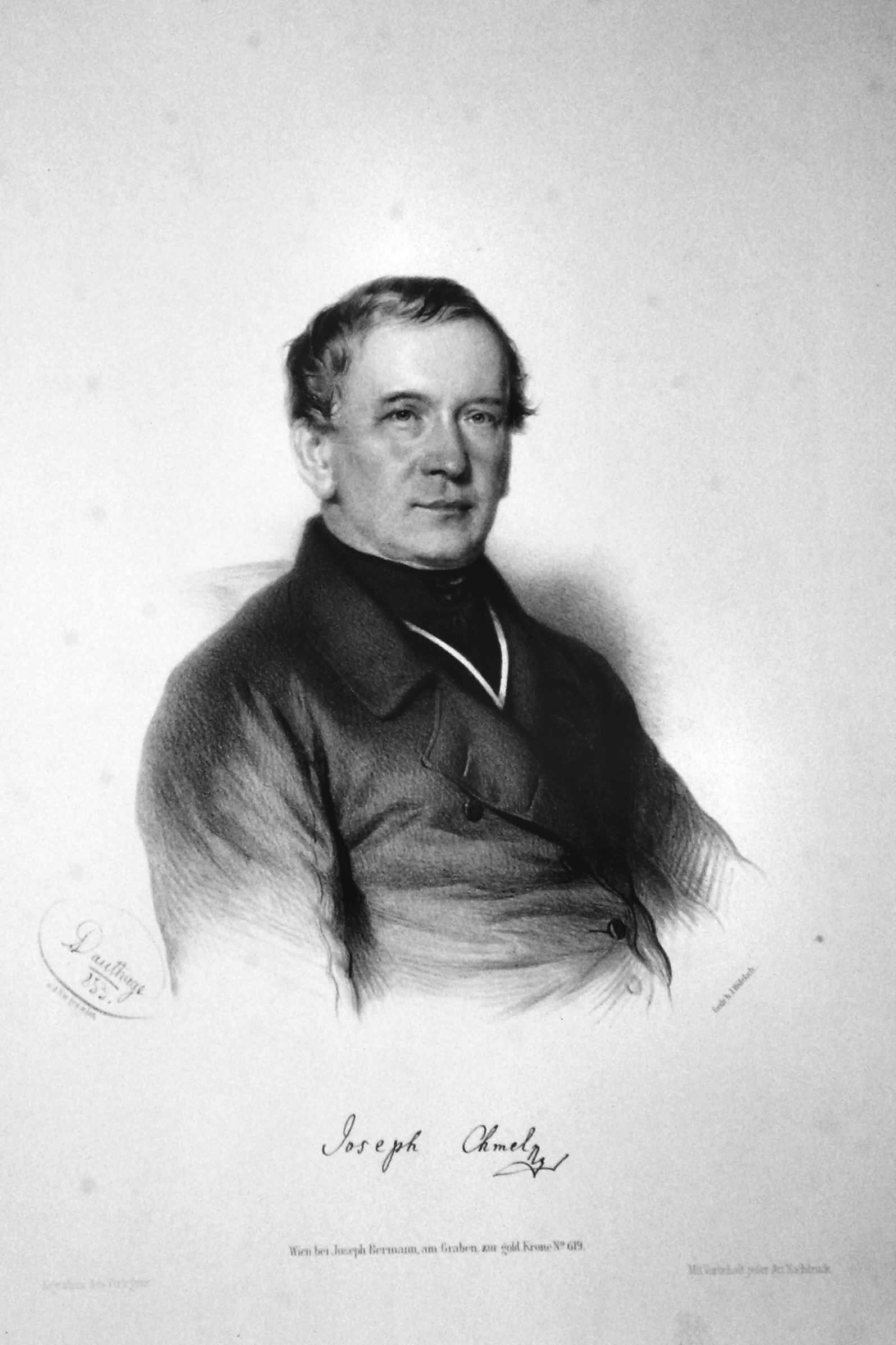
Joseph Chmel, Lithographie von Adolf Dauthage, 1853

Joseph Chmel (* 18. März 1798 in Olmütz; † 28. November 1858 in Wien) war ein österreichischer Augustiner-Chorherr, Archivar und Historiker.

## Leben
Chmel war der Sohn des Mathematikers Adam Chmel. Seine Schulzeit verbrachte Chmel in St. Florian und Kremsmünster. Nach dem Erreichen der Matura (Abitur) trat er noch im selben Jahr in das Stift St. Florian ein.
Dort war er einige Zeit als Gehilfe verschiedener Seelsorger tätig; wechselte aber dann das Aufgabengebiet. Er avancierte zum Stiftsbibliothekar und 1834 bekam er eine Anstellung als Archivar beim Staatsarchiv in Wien.
Dort wurde Chmel nach sechs Jahren zum Ersten Archivar befördert und 1846 zum Vizedirektor. Als 1847 die Akademie der Wissenschaften in Wien gegründet wurde, gehörte Chmel zu den ersten Mitgliedern. Schon bald wurde er aufgefordert, die Historische Kommission der Akademie zu leiten. Bereits 1846 wurde er als korrespondierendes Mitglied in die Preußische Akademie der Wissenschaften aufgenommen. Im selben Jahr wurde er auswärtiges Mitglied der Bayerischen Akademie der Wissenschaften. 1857 wurde er zum korrespondierenden Mitglied der Göttinger Akademie der Wissenschaften gewählt.
Im Alter von 60 Jahren starb der Augustiner-Chorherr und Historiker Joseph Chmel am 28. November 1858 in Wien und wurde auf dem Schmelzer Friedhof beigesetzt.
Im Jahr 1961 wurde in Wien-Döbling (19. Bezirk) die Chmelgasse nach ihm benannt.

## Werke
- Geschichte Kaiser Friedrichs IV. und seines Sohnes Maximilian I. Perthes, Hamburg 1837. (Digitalisat Band 1), (Band 2)
- Die Handschriften der k.k. Hofbibliothek in Wien. 2 Bände. Gerold, Wien 1840–1841.  (Digitalisat Band 1), (Band 2)
- Der Österreichische Geschichtsforscher (1838–1841)